# Greatest Video Hits 1
Greatest Video Hits 1 é a primeira compilação de clipes produzida pela banda britânica de rock Queen. Lançada em 2002, contém os clipes lançados pela banda entre os anos de 1973 e 1981. Foi sucedida pelo Greatest Video Hits 2. O DVD atingiu a primeira posição nas vendas no Reino Unido, com mais de 90 mil cópias comercializadas em 2002, tornando-se no DVD mais vendido do ano. Também foi o número um nos Estados Unidos (Platina), Alemanha (Ouro), Austrália, Canadá e Polônia.

## Disco 1
- Bohemian Rhapsody
- Another One Bites the Dust
- Killer Queen
- Fat Bottomed Girls
- Bicycle Race
- You're My Best Friend
- Don't Stop Me Now
- Save Me
- Crazy Little Thing Called Love
- Somebody to Love
- Spread Your Wings
- Play the Game
- Flash
- Tie Your Mother Down
- We Will Rock You
- We Are the Champions

Áudio:
- PCM Stereo
- DTS 5.1

## Disco 2
- Now I'm Here
- Good Old-Fashioned Lover Boy (live Top of the Pops version)
- Keep Yourself Alive
- Liar
- Love of My Life
- We Will Rock You (Live Fast Version)

O disco 2 também contém um documentário sobre a canção "Bohemian Rhapsody", intitulado "Inside Rhapsody", uma galeria de fotos e uma versão rara do vídeo de "Bohemian Rhapsody".
Os comentários feitos por John Deacon e Freddie Mercury para este documentário foram extraídos de registros anteriores, enquanto Roger Taylor e Brian May, fizeram novos comentários para este DVD.